# Corsesca
La corsesca (corsèque in lingua francese) è un'arma inastata in uso negli eserciti europei durante il Medioevo, con asta di lunghezza compresa tra gli 1,8 ed i 2,5 metri e testa in metallo composta da una cuspide centrale affiancata da due rebbi in forma di ali ricurve. Le parti taglienti erano solitamente quelle convesse, raramente quelle concave. Esteticamente simile ad un tridente, si tratta in realtà di un'evoluzione dello spiedo da caccia del XII secolo. Restò in uso almeno fino al Seicento.

## Storia
Secondo una tradizione ancora non smentita, la corsesca dovrebbe il suo nome al luogo d'origine, la Corsica. L'ipotesi più accreditata è che la corsesca sia una delle evoluzioni belliche dello spiedo usato per la caccia alla selvaggina pericolosa come cinghiali, orsi, ecc. Si ritiene comunque che l'arma, utilizzata oltre che per trafiggere il bersaglio e agganciarlo trascinandolo a terra, possa essere considerata un ibrido tra lo spiedo e la picca d’abbordaggio. In battaglia, il fante armato di corsesca sfruttava infatti i rebbi ricurvi dell'arma per agganciare gli spigoli dell'armatura del cavaliere e trascinarlo giù dalla sella. Parimenti, lo spiedo centrale poteva essere utilizzato per degli affondi mirati alla visiera dell'elmo o per cercare di sfondare la piastra pettorale della corazza.

## Costruzione
Esistono due tipologie di corsesca:
- la Corsesca propriamente detta ha lunga cuspide centrale, a sezione romboidale o a quadrello, dalla quale dipartono, alla base, due ali divaricate ed arcuate, terminanti in un unghiolo; affilata spesso solo sulle parti convesse;
- la Corsesca palmata o Pipistrello (Chauve-souris in inglese e francese), rispetto alla corsesca propriamente detta, ha lame triangolari, al posto della cuspide e delle ali, e costolonatura longitudinale che diparte dalla gorbia. Le due lame laterali, palmate, dipartono dalla gorbia con un'angolazione di 45°. Tutta la superficie dell'arma era affilata, rendendola più atta a colpire di punta che per agganciare il nemico[2].

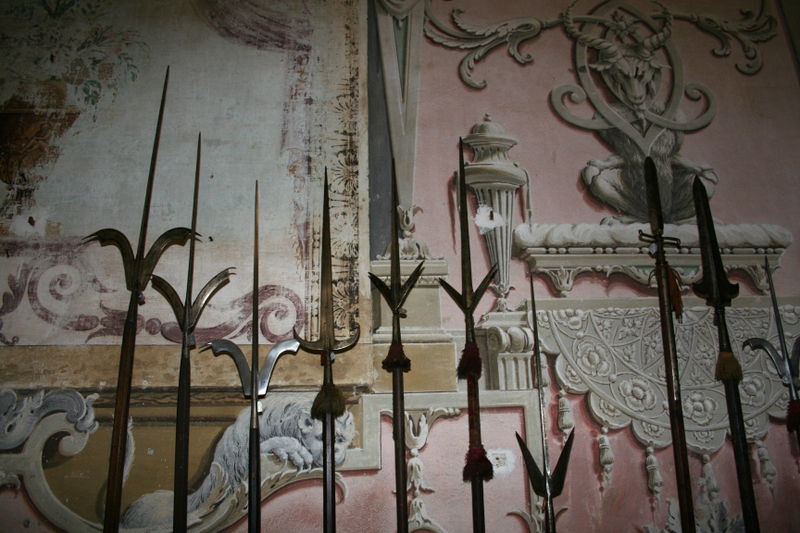
Rastrelliera di corsesche e partigiane - Museo delle armi Luigi Marzoli.
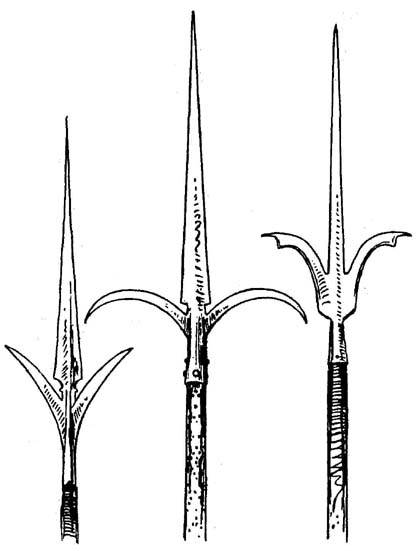
Corsesche - schizzo di Wendelin Boeheim (1890)
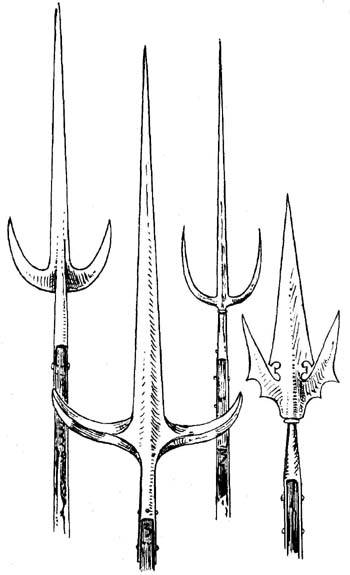
Brandistocchi e (dx) una Corsesca Palmata - schizzo di Wendelin Boeheim (1890)
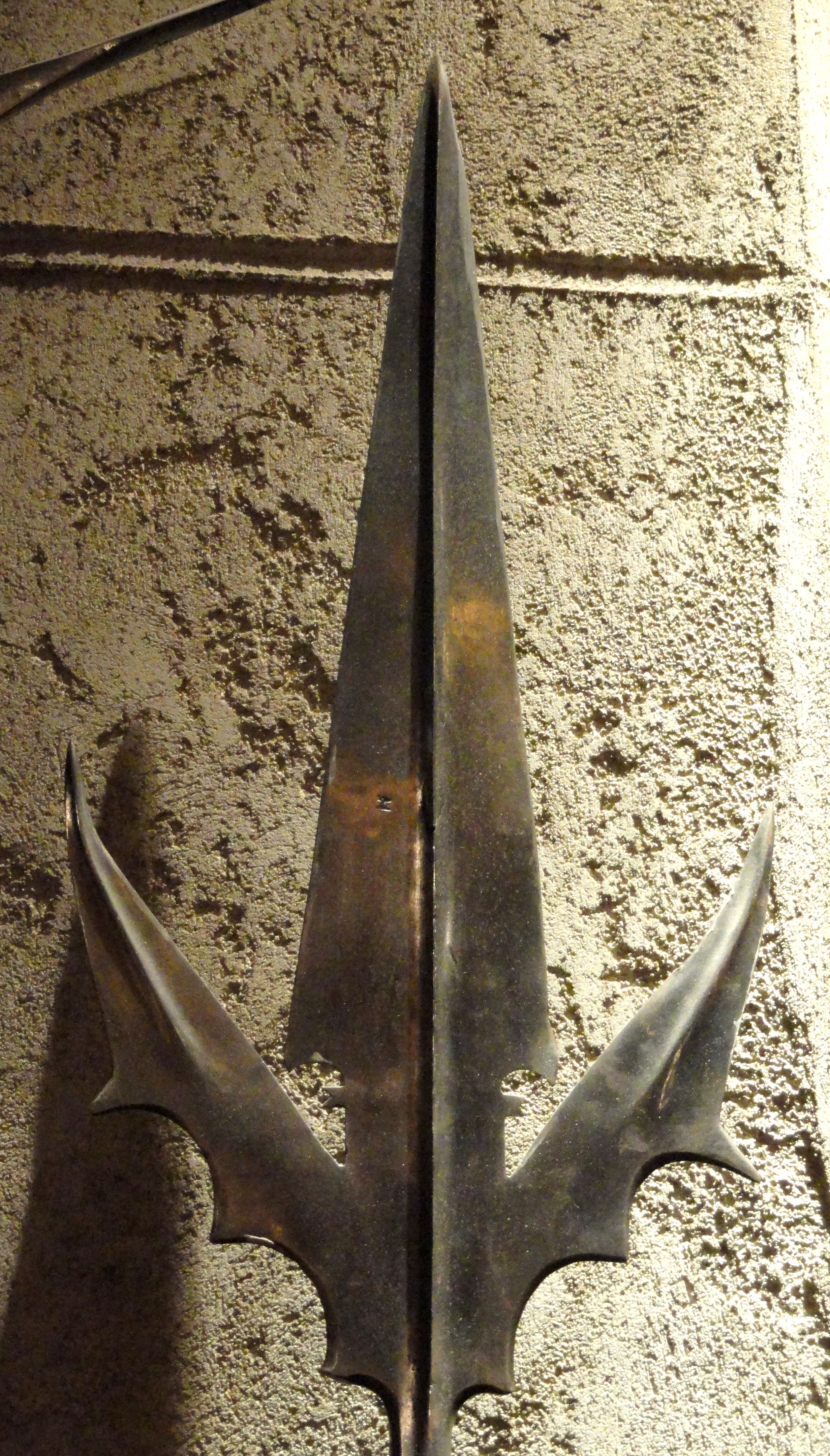
Corsesca Palmata - Higgins Armory Museum di Worcester.